# Val di Noto
Val di Noto je zemljopisno područje jugoistočne Sicilije kojim dominira visoravan planine Iblei. 
Područje je najpoznatije po građevinskoj obnovi njenih urbanih središta nakon katastrofalnog potresa iz 1693. godine koji je gotovo uništio gradove u Val di Notou. Tadašnji vladari Sicilije, španjolski kraljevi, ovlastili su vojvodu od Camastra da po svom nahođenju slobodno preuredi oštećene gradove. 
Potres je omogućio arhitektima priliku da gradove isplaniraju prema renesansnim i baroknim urbanističkim planovima. Naime, još od renesanse umjetnici su sanjali o tome da izgrade idealno organiziran grad po odmjerenom i pravilno uređenom planu, prema načelima funkcionalnosti i ljepote, ali malo je takvih planova realizirano (poput Pienze, ili Karlovca), a većina je ograničena na uređenje nekoliko ulica (poput Strada Nuova u Firenci). Obnovljeni gradovi su poprimili plan pravilne mreže ulica koje se sijeku pod pravim kutom ili ulica koje polaze od središnjeg trga šireći se radijalno. Najvažnije građevine su izgrađene tako da su postale vizualno središte ulicama dajući im veličanstvenu perspektivu. Mnogi gradovi su poprimili određen oblik, poput Grammichelea čiji glavni trg je četvrtast, a ulice koje se šire od njega čine šestokutni oblik grada. 
Još jedna važna odlika ovih obnovljenih gradova je homogenost arhitekture kasnog baroka, koji se danas naziva "Sicilijanski barok", osobito cijenjen u gradovima kao što je Noto.
Barokna središta osam baroknih gradova u dolini Val di Noto su 2002. godine upisana na UNESCO-ov popis mjesta svjetske baštine u Europi kao primjer "vrhunca i završnog procvata baroka u Europi". Ti gradovi su: Caltagirone, Militello Val di Catania, Catania, Modica, Noto, Palazzolo Acreide, Ragusa i Scicli.

## Popis lokaliteta
| Slika | Ime                         | Obnova       | Koordinate                                 |
| ----- | --------------------------- | ------------ | ------------------------------------------ |
|       | Caltagirone                 | 18. stoljeće | 37°08′N 14°19′E / 37.14°N 14.31°E          |
|       | Militello in Val di Catania | 18. stoljeće | 37°10′N 14°28′E / 37.17°N 14.47°E          |
|       | Catania                     | 18. stoljeće | 37°18′00″N 15°03′09″E / 37.300°N 15.0525°E |
|       | Modica                      | 18. stoljeće | 36°31′N 14°28′E / 36.51°N 14.46°E          |
|       | Noto                        | 18. stoljeće | 36°32′N 15°03′E / 36.53°N 15.05°E          |
|       | Palazzolo Acreide           | 18. stoljeće | 37°02′N 14°32′E / 37.04°N 14.54°E          |
|       | Ragusa                      | 18. stoljeće | 36°34′N 14°27′E / 36.56°N 14.45°E          |
|       | Scicli                      | 18. stoljeće | 36°28′N 14°25′E / 36.47°N 14.42°E          |

## Vanjske poveznice
- Val di Noto Turistički vodič (tal.)
- Barok Val di Nota  Arhivirana inačica izvorne stranice od 2. rujna 2018. (Wayback Machine) (tal.)